# Lorraine Geller
Lorraine Geller, geboren als Lorraine Winifred Walsh, (Portland, 11 september 1928 - Los Angeles, 13 oktober 1958) was een Amerikaanse jazzpianiste van de bop.

## Carrière
Geller bezocht de Washington High School in Portland. Van 1949 tot 1951 speelde ze in de puur vrouwelijke bigband Sweethearts of Rhythm, geleid door Anne Mae Winburn, een opvolgende band van de International Sweethearts of Rhythm. In 1951 trouwde ze met de altsaxofonist Herb Geller, die ze had ontmoet in 1950 in New York, toen deze speelde bij Claude Thornhill en zij bij de Sweethearts. Ze verhuisde met hem naar Los Angeles. In 1954 nam ze met haar eigen trio op voor Dot Records. Bovendien maakte ze opnamen met Red Mitchell, speelde ze met Charlie Parker, Dizzy Gillespie, Stan Getz en met veel West Coast-muzikanten als Shorty Rogers, Zoot Sims, soms als pianiste bij Howard Rumseys Lighthouse All Stars, waar ook haar echtgenoot speelde. Na een zwangerschapsonderbreking begeleidde ze in 1958 Kay Starr. In hetzelfde jaar speelde ze bij het eerste Monterey Jazz Festival.

## Overlijden
Het plotselinge overlijden aan een longontsteking van de 30-jarige muzikante, die als veelbelovend talent telde, was voor velen een shock. Haar echtgenoot Herb Geller nam kennis daarvan, toen hij bij Benny Goodman speelde, die hem naar aanleiding hiervan een nieuwe saxofoon cadeau deed. Hij verliet na een verdere tournee met Goodman in 1962 de Verenigde Staten en verhuisde naar Duitsland.

## Diskographie (Auswahl)
- ####: Lorraine Geller at the Piano (Dot Records)

met Herb Geller:
- 1955: The Gellers, Mercury (EmArcy) (met Red Mitchell (bas) en Mel Lewis (drums))
- 1996: Herb Geller plays, Mercury (ook Verve, met Leroy Vinnegar (bas), Larance Marable (drums))
- 1955:The Herb Geller Sextette, Mercury (met Conte Candoli, Red Mitchell)

Verder:
- 2004: Chet Baker, Miles Davis - Compleet optreden met de Lighthouse All Stars, Jazz Factory (in opnamen van september 1953 begeleid ze daarbij Miles Davis als deel van de All Stars)

- Bibliothèque nationale de France: cb139325505 (data)
- International Standard Name Identifier: 0000 0001 1947 4351
- Library of Congress Control Number: no98113998
- MusicBrainz: d4c3d4e7-37ca-48ed-a211-25aaa1f45fac
- Istituto Centrale per il Catalogo Unico: DDSV244322
- Système universitaire de documentation: 187508682
- Virtual International Authority File: 21767630
- WorldCat: E39PBJycP6vYbYbp84V7MpP4v3